# Ronde van Antwerpen
De Ronde van Antwerpen was een jaarlijkse wielerwedstrijd voor elite zonder contract (onder 27 jaar) en beloften in de Belgische provincie Antwerpen. De eerste editie vond plaats in 1992. De etappewedstrijd bestond meestal uit meer dan 4 etappes. In 2010 kwam uit deze ronde Dwars door de Antwerpse Kempen voort, een eendagswedstrijd van categorie 1.2. 

## Lijst van winnaars
(*) aanvankelijk gewonnen door Bart Heirewegh die betrapt werd op doping en gedeclasseerd.